# كأس كاجولز 1924–25
وهي البطولة الثانية بعد بطولة موسم 1923/1924 وكان اسم البطولة هو كأس كاجولز  واشتركت فيها الفرق التالية:
- وزارة الأشغال
- وزارة الأوقاف
- الثانوية
- دار المعلمين
- المدرسة الصناعية
- وزارة المالية
- المدرسة الحربية
- المدرسة الهندية
- مطبعة الحكومة

## المبارة النهائية
أقيمت المباراة النهائية يوم 30 نيسان 1925 وانتهت بفوز فريق وزارة الأشغال على فريق الثانوية (1-0).